# Hylas 2
Hylas 2 (Highly Adaptable Satellite) — телекоммуникационный спутник, принадлежащий английской компании Avanti Communications Group plc. Аппарат был выведен на орбиту ракета-носителем Ариан-5 ECA вместе со спутником связи intelsat IS-20, старт был произведён 2 августа 2012 в 20:54 UTC.

## Описание
Hylas 2 был разработан Orbital Sciences Corporation на базе платформы Star-2.4. Масса спутника — 3311 кг. В качестве полезной нагрузки он несёт 24 транспондера Ka-диапазона. Ожидается, что спутник прослужит как минимум 15 лет.